# Nierussa (chołmeczskoje sielskoje posielenije)
Nierussa (ros. Нерусса) – osiedle przy stacji w Rosji, w obwodzie briańskim, w rejonie suziemskim. W 2010 liczyło 161 mieszkańców.